# Уманський ґебіт
У́манський ґебі́т, окру́га У́мань (нім. Kreisgebiet Uman) — адміністративно-територіальна одиниця Генеральної округи Київ Райхскомісаріату Україна протягом німецької окупації України під час Німецько-радянської війни. Адміністративним центром  було місто Умань.

## Історія
Ґебіт утворено 20 жовтня 1941 року на території нинішньої Черкаської області. Поділявся на 6 районів (нім. Rayons). Існував до взяття Умані радянськими військами 10 березня 1944 року. Охоплював територію шістьох районів тодішньої Київської області: Бабанського, Ладижинського, Маньківського, Тальнівського, Уманського і Христинівського та, відповідно, поділявся на шість районів: Бабанка (Rayon Babanka), Ладижинка (Rayon Ladyshinka), Маньківка (Rayon Mankowka), Тальне (Rayon Talnoje), Умань (Rayon Uman) і Христинівка (Rayon Christinowka), межі яких збігалися з тогочасним радянським адміністративним поділом. При цьому зберігалася структура адміністративних і господарських органів УРСР. Всі керівні посади в ґебіті обіймали німці, головним чином з числа тих, що не підлягали мобілізації до вермахту. Лише старостами районів і сіл призначалися лояльні до окупантів місцеві жителі або фольксдойчі.